# Sarcophaga davidsonii
Sarcophaga davidsonii är en tvåvingeart som beskrevs av Daniel William Coquillett 1892. Sarcophaga davidsonii ingår i släktet Sarcophaga och familjen köttflugor. Inga underarter finns listade i Catalogue of Life.